# Ключ 170
Ключ 170 (трад. и упр. 阜) — ключ Канси со значением «холм»; один из девяти, состоящих из восьми штрихов.
В словаре Канси есть 348 символов (из 49 030), которые можно найти c этим радикалом.

## История
Древняя идеограмма изображала нагромождение нескольких каменных глыб друг на друга.
В полной форме иероглиф практически не используется.
Сокращенная форма 阝 располагается в левой или правой части иероглифов, иногда внося собственное значение.
Это сильный ключевой знак.

Вид в Цзягувэнь
Вид в большой печати Чжуаньшу
Вид в малой печати Чжуаньшу

В словарях находится под номером 170.

## Примеры иероглифов
| Доп. штрихи | Иероглифы                                                      |
| ----------- | -------------------------------------------------------------- |
| 0           | 阜 阝(слева)                                                   |
| 2           | 阞 队                                                          |
| 3           | 阠 阡 阢 阣 阤                                                 |
| 4           | 阥 阦 阧 阨 阩 阪 阫 阬 阭 阮 阯 阰 阱 防 阳 阴 阵 阶          |
| 5           | 阷 阸 阹 阺 阻 阼 阽 阾 阿 陀 陁 陂 陃 附 际 陆 陇 陈 陉       |
| 6           | 陊 陋 陌 降 陎 陏 限 陑 陒 陓 陔 陕                            |
| 7           | 陖 陗 陘 陙 陛 陜 陝 陞 陟 陠 陡 院 陣 除 陥 陦 陧 陨 险       |
| 8           | 陚 陪 陫 陬 陭 陮 陯 陰 陱 陲 陳 陴 陵 陶 陷 陸 陹 険 隆       |
| 9           | 陻 陼 陽 陾 陿 隀 隁 隂 隃 隄 隅 隇 隈 隉 隊 隋 隌 隍 階 随 隐 |
| 10          | 隑 隒 隓 隔 隕 隖 隗 隘 隙                                     |
| 11          | 隚 際 障 隝 隞 隟 隠 隡                                        |
| 12          | 隢 隣 隤 隥                                                    |
| 13          | 隦 隧 隨 隩 險 隫                                              |
| 14          | 隬 隭 隮 隯 隰 隱                                              |
| 15          | 隳                                                             |
| 16          | 隴                                                             |
| 17          | 隵                                                             |

- Примечание: Ваш браузер может отображать иероглифы неправильно.